# المجذاف المزدوج

رمز المجذاف المزدوج

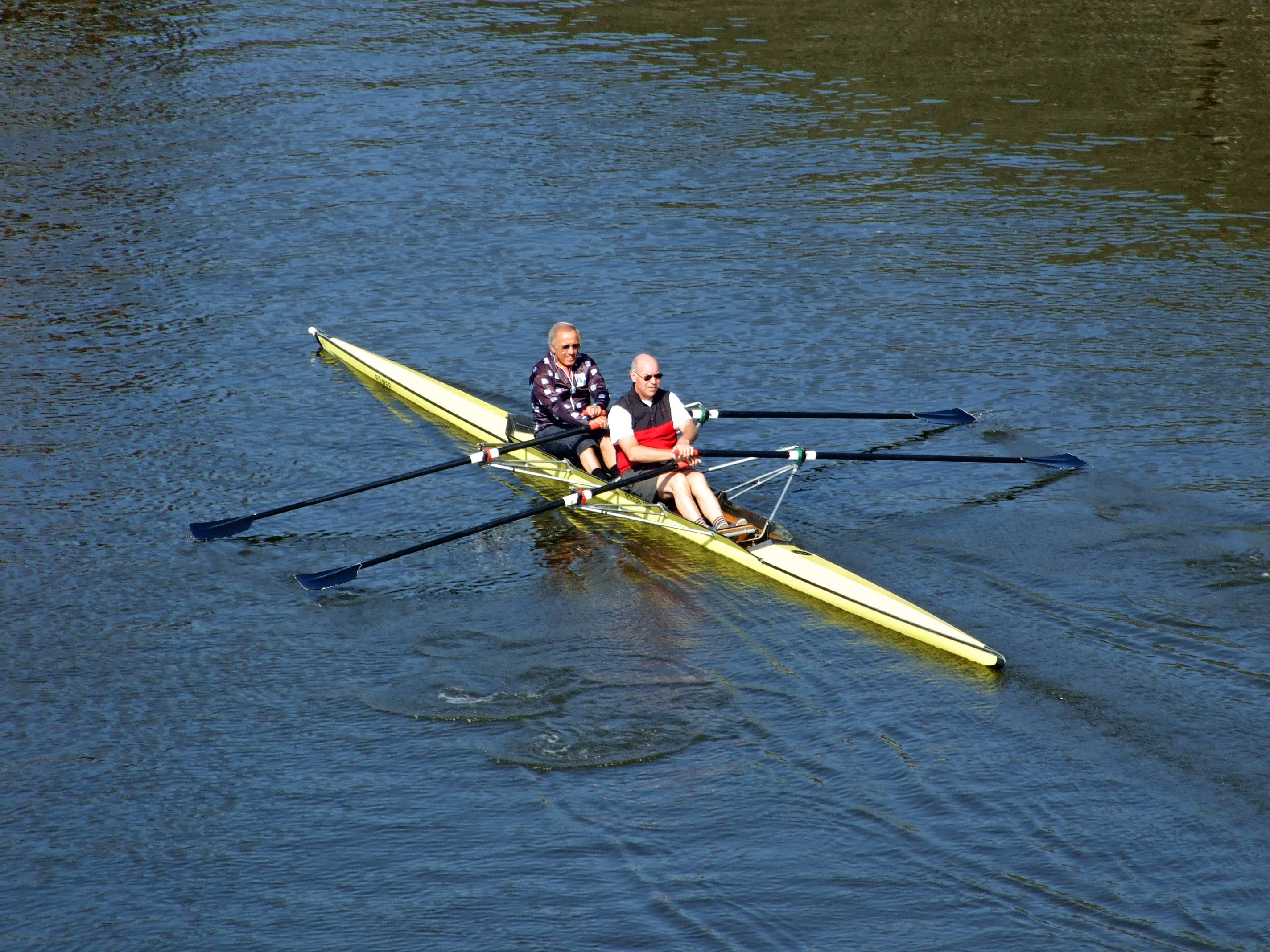
مجذاف مزدوج

المجذاف المزدوج هو قارب تجديف يستخدم في رياضة التجديف التنافسي. إنه مصمم لشخصين يدفعان القارب عن طريق التجديف بمجدافين، واحد في كل يد.

قوارب السباق (تسمى غالبًا بالإنجليزية "shells" بمعنى أصداف) طويلة وضيقة وبشكل عام شبه دائرية في المقطع العرضي لتقليل الاحتكاك. يثبت حلقات للمجادف بشكل متماثل على كل جانب من جوانب القارب. وعادة زعنفة باتجاه الخلف مما يساعد على منع التدحرج والانعراج. أساسا كانت القوارب تصنع من الخشب، إلى انه حديثا غالبا ما تصنع من مادة مركبة (عادةً من البلاستيك المقوى بألياف الكربون) لمزايا القوة والوزن.
المجاذيف المزدوجة هي إحدى الفئات المعترف بها من قبل الاتحاد الدولي للتجديف والألعاب الأولمبية.
على النقيض من فئة زوجي مع ربان، حيث توزيع مثبتتات المجاديف تتناوب على طول القارب، وبالتالي فإن القوى المتناظرة في المجاذيف المزدوجة تجعل القارب أكثر كفاءة وبالتالي يكون المجذاف المزدوج أسرع أيضا من زوجي بلا ربَان.
مراكب التايمز سكيف (Thames skiff) بتصميم مشابه لمجذاف المزدوج، ولكنه مصنوع من الكلنكر وهو بمقاعد ثابتة، وتختلف مثبتات المجادف أيضا. ويستخدم في النزهات الترفيهية على ضفاف نهر التايمز أو حتى في السباقات المحلية التقليدية.